# 李睿 (1967年)
李睿（1967年10月—），男，汉族，山西汾阳人，中华人民共和国政治人物。在职研究生学历，工学博士，高级工程师。

## 生平
1987年6月加入中国共产党。1991年毕业于西安公路学院公路与城市道路工程专业；同年7月参加工作，长期任职于甘肃省交通厅，官至总工程师、副厅长。2010年3月，调任省发改委副主任。2011年起，任甘肃省兰州新区管委会主任、党工委副书记、书记，2015年升任中共兰州市委常委。2016年11月，升任甘肃省交通运输厅厅长、党组书记，兼省民航机场管理局局长。2020年10月，跨省调任贵州省人民政府副省长、党组成员。2022年4月，任中共贵州省委常委，同年6月任遵义市委书记。